# Oglala (Dakota del Sud)
Oglala (in lakota: Oglála; "colui che scompone il proprio") è un census-designated place (CDP) degli Stati Uniti d'America della contea di Oglala Lakota nello Stato del Dakota del Sud. La popolazione era di 1 290 abitanti al censimento del 2010. La sua posizione è a nord-ovest della riserva indiana di Pine Ridge.
La comunità deve il suo nome alla tribù degli Oglala Lakota (chiamati anche Oglala Sioux).

## Geografia fisica
Oglala è situata a 43°10′59″N 102°44′13″W (43.182978, -102.737078).
Secondo lo United States Census Bureau, la città ha una superficie totale di 34,6 km², dei quali 32,38 km² di territorio e 2,22 km² di acque interne (6,42% del totale).
Ad Oglala è stato assegnato lo ZIP code 57764 e lo FIPS place code 46540.

## Società

### Evoluzione demografica
Secondo il censimento del 2010, la popolazione era di 1 290 abitanti.

### Etnie e minoranze straniere
Secondo il censimento del 2010, la composizione etnica della città era formata dall'1,55% di bianchi, lo 0% di afroamericani, il 97,44% di nativi americani, lo 0% di asiatici, lo 0% di oceanici, lo 0% di altre etnie, e l'1,01% di due o più etnie. Ispanici o latinos di qualunque etnia erano l'1,94% della popolazione.